# 小尾真鯊
小尾真鲨（學名：Carcharhinus porosus），為軟骨魚綱板鰓亞綱真鯊目真鲨科的其中一種，被IUCN列為極危保育類動物，義大利博物學家卡米洛·蘭扎尼(Camillo Ranzani)在1839年出版的《博諾尼科學院新評論》卷中首次發表了對小尾真鯊的科學描述。他將本物種命名為Carcharias porosus，此模式標本是一隻來自巴西的1.2公尺長的雄魚。分布於西大西洋區，從墨西哥灣北部到巴西南部與烏拉圭(不包括加勒比海島嶼)；東太平洋加利福尼亞灣到祕魯海域，深度可達36公尺，本魚體較細長，鼻子長而尖，眼大圓形且具瞬膜，嘴角處有短皺紋，雙顎兩側各有13-15排牙齒（通常為上顎 14排牙，下顎牙齒13排牙），上牙很高，呈三角形，有很強的鋸齒，向兩側傾斜地增加，下齒相對較窄且較直立，鋸齒較細，五對鰓縫較短。胸鰭小呈鐮刀形，尖端相對較尖，背鰭2個，成魚的第一背鰭較寬，幾乎形成等邊三角形，頂端鈍，起於胸鰭的後尖端，第二背鰭很小，起於臀鰭基部的中點，背鰭之間不存在脊，腹鰭很小，臀鰭後緣有一個深凹口，不對稱的尾鰭具有堅固的下葉和較長的上葉，在尖端附近有一個腹側切跡，身體呈純灰色，下腹部呈白色，側面有淡淡的淺色條紋，胸鰭、背鰭和尾鰭的尖端可能會變暗色，體長可達150公分。棲息在沙泥底質的大陸棚、河口、海灣，屬肉食性，以硬骨魚、小型鯊魚、魟魚、甲殼類和頭足類等為食，胎生，全年均可繁殖，9月至11月為繁殖高峰，雌魚一次可產下2 至9尾幼魚，壽命可達12年。小尾真鯊對人類無害，通常是被刺網和延繩釣漁場偶然捕獲，魚肉、魚翅可食用，肝油和軟骨可入藥，1980年代，該物種約佔鯊魚和魟魚捕獲量的43%，但此後已下降至17%左右。這種明顯的下降被認為是由於捕撈量增加、捕獲的幼鯊比例較高以及鯊魚繁殖率低所致。因此，世界自然保護聯盟將巴西的小尾真鯊評估為易危物種，儘管小尾真鯊表面上受到了保護，被列入2004年巴西官方瀕危動物名錄，但捕撈實際上仍然不受管理。

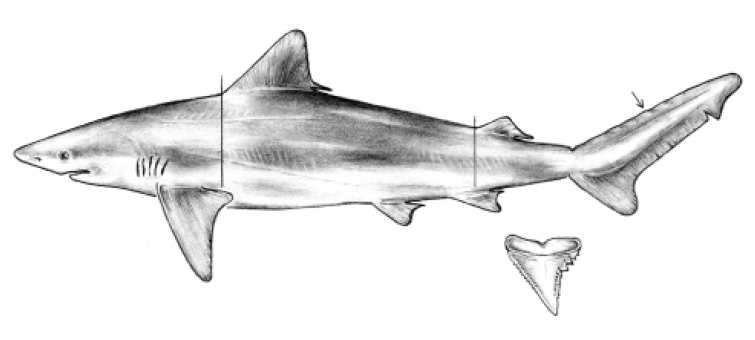
小尾真鯊的顯著特徵包括其長鼻子和寬闊的第一背鰭。